# Koray Günter
Koray Günter (Höxter, 1994. augusztus 16. –) német-török labdarúgó, a Hellas Verona játékosa.

## Sikerei, díjai
- Galatasaray
  - Török bajnok: 2014–15, 2017–18
  - Török kupa: 2014–15, 2014–15, 2015–16
  - Török szuperkupa: 2015, 2016